# Copella carsevennensis
A Copella carsevennensis a sugarasúszójú halak (Actinopterygii) osztályának pontylazacalakúak (Characiformes) rendjébe, ezen belül a Lebiasinidae családjába tartozó faj.

## Előfordulása
A Copella carsevennensis a dél-amerikai Guyana, Suriname, Francia Guyana partmenti folyóiban, valamint a brazíliai Amapá szövetségi államban fordul elő.

## Megjelenése
Legfeljebb 3,6 centiméter hosszú.

## Életmódja
Ez a trópusi, édesvízi hal a tisztavízű patakok és kisebb tavacskák lakója. Néha a Rivulus-fajokkal társul. Tápláléka kérész lárvák és hangyák.

## Szaporodása
Az ikráit a víz alá került levelekre rakja. Az ikrákat, kikelésükig a hím őrzí és gondozza.